# Braunsapis aurantipes
Braunsapis aurantipes là một loài Hymenoptera trong họ Apidae. Loài này được Reyes mô tả khoa học năm 1991.